# Hadész

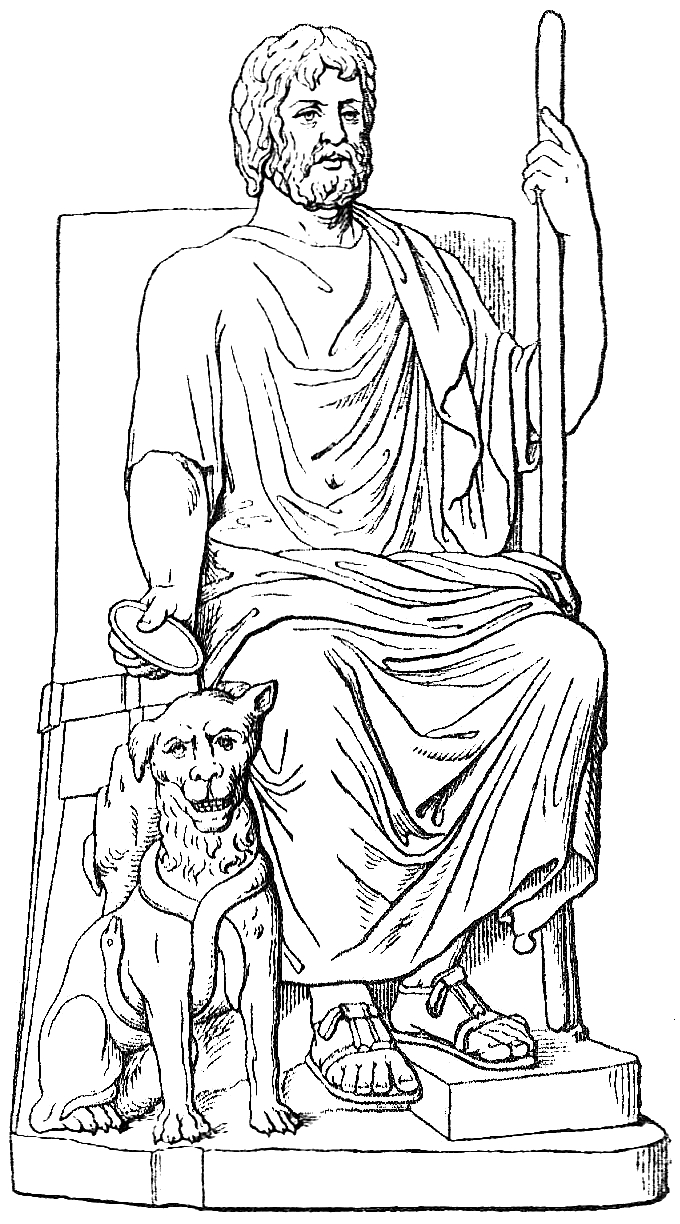
Hadész Kerberosszal az oldalán

Hadész vagy kiejtve Hádész  (legkorábbi ismert alakban Aidész; görögül ᾍδης roman.: Hádēsz; Ἅιδης Háidēsz, „láthatatlan”) az alvilág istene, a holtak ura a görög mitológiában, egyben az alvilág szinonimája is lett.
Római megfelelője Pluto vagy Dis  vagy Dis Pater; etruszk megfelelője Aita. Neve az arameus Hadaddal mutat rokonságot, míg funkciója inkább Nergallal. Latin megfelelője Plútó.
Kronosz és Rhea hat gyermekének egyike, Hesztia, Démétér, Héra, Poszeidón és Zeusz testvére. Amikor a három fiútestvér felosztotta egymás között a világot, Hadész kapta meg az alvilágot, aminek igazán nem örült az istenség eleinte, de aztán beletörődött posztjába. 
Hadész a föld alatti kincsek, a még fel nem tárt bányák istene is, ezért gyakran „a leggazdagabb” jelzővel illették. A legendák szerint Hadész a halottak hozzátartozóinak fájdalomkönnyeiből és sóhajaiból alkotta meg a föld érceit. 
Felesége Perszephoné, az alvilág királynője, akit a felszínről rabolt el és feleségül kényszerített magához, gyermekeik Makaria, Melinoé és Zagreusz. Az idő múlásával azonban Perszephoné is megkedvelte a zord istent. Hadésznak azonban el kellett engednie nejét, mert annak anyja, Démétér elhanyagolta a földet, amíg eltűnt leányát kereste, ami katasztrófához vezetett volna. Zeusz nyomására tehát Hadésznak fel kellett engednie Perszephonét. Az alvilág ura azonban rávette kedvesét, hogy egyen egy gránátalmát, mielőtt felmegy, és mivel Perszephoné nem tudta, hogy aki az alvilág ételeiből eszik, az a holtak birodalmához lesz kötve mindörökre, jóízűen beleharapott a gyümölcsbe. Zeusz enyhítette ezt a szabályt, és a leány az évnek csak egyharmadát volt köteles az alvilágban tölteni. 
Hadész volt az egyetlen isten, akinek nem avattak nagy szentélyeket, és nemigen tartottak neki nagy ünnepeket. Az emberek ugyanis még a nevét sem szerették kiejteni, nehogy magukra vonják az isten figyelmét. Hadészt az Olümposzon sem igen kedvelték az istenek. Ha azonban áldoztak az isten tiszteletére, akkor mindenképpen fekete állatot öltek le neki: főleg fekete bárányt és bikát, amelyek vérét egy tálban gyűjtötték össze. Amikor Hadészhoz imádkoztak az emberek, tenyerüket a föld felé tartva és azt ütve könyörögtek az istenhez, hogy így hívják fel a figyelmét. Neki szentelt növény volt a nárcisz, valamint a bánat jelképe, a cédrusfa.

## Hadész birodalma
A késő ókor óta időnként az alvilágot, a holtak birodalmát is Hadésznak nevezték, amelyet öt folyó vett körül: Sztüx a gyűlölet folyója, Phlegethón a tűz folyója, Léthé a feledés folyója, az Akherón a fájdalom folyója és Kókütosz a jajgatás folyója.
Hadész birodalmát élők nem igazán látogatták, ezért a holtak urának nem volt tudomása arról, hogy mi történik a föld felszínén vagy az Olümposzon. Voltak azonban segítői, akikkel kormányozta az alvilágot. Ebonitból készült fekete trónján ülve utasította Thanatoszt és Hüpnoszt, szorgos segítőit. Kharón is hű alattvalói közé tartozott, aki a holtak folyójának (a Sztüxnek) révésze volt. Az isten birodalmának kapuját kívülről a Gorgók őrizték, míg bentről a háromfejű kutya, Kerberosz. Hatalmas birodalmát fekete tüzes paripái (Orphnaiosz, „a sötét”, Aithón, „az égő”, Nükteusz, „az éji” és Alasztór, „a bosszú”) által húzott szekerén járta be, kezében jogarával, amelynek láttán minden holt lélek engedelmességre kényszerült. Hadésznak egy sisakja is volt, amely láthatatlanná tette a viselőjét: ezt a küklópszok készítették a holtak urának. Erről kapta maga az isten is a nevét (’láthatatlan’), és arra utal, hogy a halál mindenhol ott lehet, váratlanul a semmiből is előléphet.
Ha egy halandó leszállt a holtak birodalmába, onnan nemigen tért vissza élve a felszínre. Mégis járt pár halandó az alvilágban: egyrészt eltávozott hozzátartozóikért mentek le oda, hogy kikönyörögjék az istentől, engedje el szeretteiket. Ezt azonban csak egyetlenegyszer sikerült halandónak elérnie, mégpedig Orpheusznak, aki szívbemarkoló énekével érintette meg Hadészt. Mások szörnyek legyőzéséért fordultak meg az alvilágban, így például Héraklész a Kerberoszt verte láncra. Odüsszeusz, Aineiasz és Thészeusz is megjárta a holtak birodalmát.